# Saint-Cast-le-Guildo
 Saint-Cast-le-Guildo (en bretó Sant-Kast-ar-Gwildoù, gal·ló Saent-Cast-le-Giledo) és un municipi francès, situat a la regió de Bretanya, al departament de Costes del Nord. L'any 2007 tenia 3.420 habitants. El setembre de 1758, durant la Guerra dels Set Anys, els anglesos fracassaren a Saint-Cast patint grans pèrdues i finalitzant els atacs a la costa francesa.

## Demografia
| 1962                                       | 1968  | 1975  | 1982  | 1990  | 1999  |
| ------------------------------------------ | ----- | ----- | ----- | ----- | ----- |
| 3.041                                      | 3.087 | 3.105 | 3.165 | 3.093 | 3.187 |
| Des de 1962: població sense dobles comptes |       |       |       |       |       |

## Administració
| Període   | Identitat      | Partit        |
| --------- | -------------- | ------------- |
| 1967-1995 | Yves Sabouret  | Divers droite |
| 1995-2008 | Henri Baudet   |               |
| 2008-     | Jean Fernandez | Divers droite |